# قره محمد (کرسف)
قره محمد روستایی در دهستان کرسف بخش مرکزی شهرستان خدابنده استان زنجان ایران است.

## جمعیت
بر پایه سرشماری عمومی نفوس و مسکن در سال ۱۳۹۵ جمعیت این مکان ۶۳۰ نفر (۱۹۴خانوار) بوده‌است.